# Boarmia spodochroa
Boarmia spodochroa là một loài bướm đêm trong họ Geometridae.